# Qohir Rassulsoda

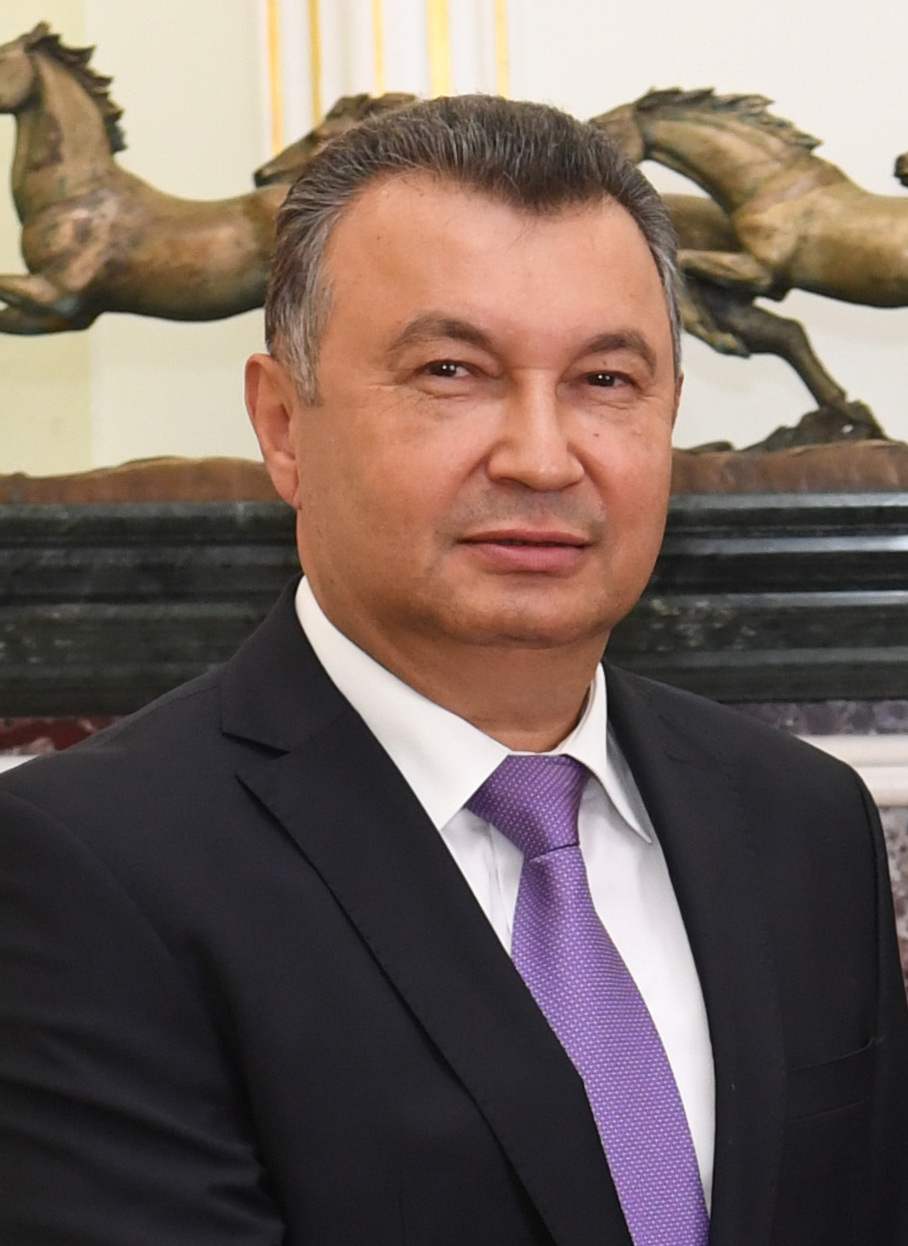
Qohir Rassulsoda (2023)

Qohir Rassulsoda (tadschikisch Қоҳир Расулзода), vollständiger russischer Name Abdukochir Abdurassulowitsch Nasirow (russisch Абдукохир Абдурасулович Назиров, * 8. März 1961 im Bezirk Ghafurow), ist ein tadschikischer Politiker der Volksdemokratischen Partei Tadschikistans.

## Leben
Qohir Rassulsoda studierte Wasserbau an der Tadschikischen Landwirtschaftlichen Universität Schirinscho Schotemur und schloss sein Studium 1982 ab. Von 2000 bis 2006 war er Minister für Landgewinnung und Wasserressourcen. Ab 2007 war er Gouverneur der Provinz Sughd. Am 23. November 2013 wurde er als Nachfolger von Oqil Oqilow per Dekret des Präsidenten Premierminister von Tadschikistan.
Er ist verheiratet und hat drei Kinder.